# Juniperus microsperma
Juniperus microsperma ist eine Pflanzenart aus der Familie der Zypressengewächse (Cupressaceae). Sie ist in China heimisch. Von einigen Autoren wird die Art als eine Varietät des Mekong-Wacholders (Juniperus convallium) angesehen, aber chemische Untersuchungen stützen den Artstatus.

## Beschreibung
Juniperus microsperma wächst als immergrüner Baum, selten auch als Strauch. Von den Ästen zweigen die dicht stehenden, geraden oder gebogenen Zweigen ab. Diese werden bis zu 1 Millimeter dick und sind normalerweise im Querschnitt bleistiftförmig, selten rechteckig geformt.
Es gibt zwei verschiedene Blattformen. Die graugrünen, schuppenartigen Blätter erreichen eine Länge von 1,5 bis 2 Millimeter und eine Breite von 0,8 bis 1 Millimeter. Sie sind entweder nach innen oder nach außen gewölbt und weisen in der Nähe der Basis an der Nadelunterseite eine elliptische oder eiförmige Harzdrüse auf. Sie stehen kreuzgegenständig oder selten in Dreierwirteln an den Zweigen. Die ebenfalls graugrünen, nadelförmigen Blätter findet man nur an jungen Bäumen, wo sie kreuzgegenständig oder in Dreierwirteln an den Zweigen stehen. Sie erreichen eine Länge von 3 bis 8 Millimeter und sind an der Nadeloberseite nach innen gewölbt.
Juniperus microsperma kann sowohl zweihäusig-getrenntgeschlechtig (diözisch) als auch einhäusig (monözisch) sein. Die männlichen Blütenzapfen haben einen Durchmesser von 1,5 bis 3 Millimeter. Sie enthalten sechs bis acht Mikrosporophylle mit zwei bis drei Pollensäcken. Die kurz gestielten Beerenzapfen sind bei einer Länge von 5 bis 7 Millimeter und einem Durchmesser von etwa 5 Millimetern eiförmig bis konisch-eiförmig oder kugelig geformt. Zur Reife hin sind sie rötlich braun bis purpurschwarz gefärbt und können eine blaugrüne Tönung aufweisen. Jeder der Zapfen trägt einen Samen. Die abgeflachten Samen sind bei einer Länge von etwa 4 Millimetern und einer Breite von rund 3 Millimetern eiförmig geformt und können eine Harzgrube aufweisen.

## Verbreitung und Standort
Das natürliche Verbreitungsgebiet von Juniperus microsperma liegt in China. Es umfasst dort den Osten des Autonomen Gebietes Tibet sowie den Westen der Provinz Sichuan.
Juniperus microsperma gedeiht in Höhenlagen von 3180 bis 4000 Metern.

## Systematik
Die Erstbeschreibung als Sabina convallium var. microsperma erfolgte 1975 durch Wan Chun Cheng und Li Kuo Fu in Acta Phytotaxonomica Sinica, Band 13(4), Seite 86. Im Jahr 2000 wurde die Varietät von Robert Phillip Adams nach chemischen Untersuchungen der Terpene in  Biochemical Systematics and Ecology Band 28, Seite 850 als Juniperus microsperma in den Artstatus erhoben. Weitere Synonyme für Juniperus microsperma (W.C.Cheng & L.K.Fu) R.P.Adams sind Juniperus convallium var. microsperma (W.C.Cheng & L.K.Fu) Silba und Sabina microsperma (W.C.Cheng & L.K.Fu) W.C.Cheng & L.K.Fu.

## Gefährdung und Schutz
Juniperus microsperma wird in der Roten Liste der IUCN Aufgrund der nicht ausreichenden Datenlage in keine Gefährdungskategorie eingestuft. Es wird vermutet, dass aufgrund von Schwierigkeiten bei der Artbestimmung das genaue Verbreitungsgebiet der Art noch nicht bekannt ist.